# مقاطعة ليتشفيلد (كونيتيكت)
مقاطعة ليتشفيلد (بالإنجليزية: Litchfield County, Connecticut)‏ هي إحدى مقاطعات ولاية كونيتيكت في الولايات المتحدة. ، بلغ عدد سكانها 189927 نسمة في عام 2010 حسب إحصاء مكتب تعداد الولايات المتحدة وتصل الكثافة السكانية فيها 79.7 نسمة/كم2.

## أعلام
- إليشا ميتشيل
- فان بروكس
- ديكنسون ريتشاردس
- ويليام ستون هابل
- جيرالد أ. براون
- رالف نادر
- ماسون ويليام

## وصلات خارجية
- United States Counties

قالب:مقاطعات كونيتيكت